# سيدني في. هاس
سيدني في. هاس (بالإنجليزية: Sidney V. Haas)‏ هو طبيب أمريكي، ولد في 1870 في شيكاغو في الولايات المتحدة، وتوفي في 1964.